# Zvonko Varga
Pour les articles homonymes, voir Varga.
Zvonko Varga, né le 27 novembre 1959, est un joueur de football serbe. Il a été transféré du Partizan Belgrade (Yougoslavie) au RFC Liège en 1989. Il a joué 8 saisons (277 matchs, 102 buts) au RFC Liège avec un intermède d'une saison au RFC Seraing.
Il fut meilleur buteur du RFC Liège pendant plusieurs saisons, en 1988-89 (22 buts), en 1989-1990 (8 buts), en 1991-1992 (10 buts), en 1994-1995 (13 buts) et en 1995-1996 (19 buts).

## Palmarès
- Coupe de Belgique  (1) : 1990
- Champion de Yougoslavie (2): 1983, 1986
- Coupe Mitropa (1): 1978